# Душар Маріанна Ігорівна
Душар Маріанна Ігорівна — українська письменниця про історію їжі, яка спеціалізується на кулінарній спадщині української діаспори США та Галицького регіону у Східній Європі, антропологиня. Публікує рецепти («переписи») під псевдонімом Пані Стефа та адмініструє цифрову бібліотеку української гастрономічної літератури «Seeds and Roots». Почесна амбасадорка у сфері кулінарної дипломатії.

## Біографія
Маріанна Душар львів'янка. Закінчила біологічний факультет Львівського університету.
З 2010 року займається дослідженням української кухні, з особливим акцентом на їжі діаспори та Галичини. Вона виступає за більш широке визнання потенціалу місцевих культур харчування в сфері гастротуризму в Україні. Вона також стверджує, що галицька кухня має особливі якості через поліетнічність та географічне розміщення регіону на перетині важливих торгівельних шляхів Європи. Вона також збирає та публікує історичні рецепти Галичини, щоб сприяти відродженню кулінарної спадщини регіону. Також досліджує кулінарні традиції українських діаспорних громад.
У 2019 році Душар отримала стипендію Фулбрайта на проведення дослідницького проєкту в громаді діаспори США під назвою «Відродження українських гастрономічних традицій: більше, ніж борщ і вареники». Проєкт продовжує навчаючись в аспірантурі Інституту народознавства НАН України у відділі соціальної антропології, куди вступила у 2020 році.
Вона також займається історією борщу, підтримала його включення до ЮНЕСКО Списку нематеріальної культурної спадщини України ЮНЕСКО.
Душар є співавторкою кількох книг, розширюючи оцінку творів інших письменників, таких як прозаїк Софія Андрухович Дарія Цвєк,, Ольга Франко серед інших. Її рецепти супу з грибами та корнішонами та бурякового квасу з'явився в «Літніх кухнях» Олі Геркулес.
Душар пише під псевдонімом Pani Stefa (Пані Стефа), який також використовує як назву для свого блогу.
У відповідь на вторгнення Росії в Україну у 2022 році Душар опублікувала у своєму блозі рецепт коктейлю Молотова. Ініціювала декілька успішних волонтерських збірок на потреби війська спільно із Благодійним Фондом «Львівський Лицар».
Душар є національною експерткою з традиційних гарантованих особливостей. Працює над реєстрацією яворівського пирога, Стрийського Яся та Галицької ружі (інша назва — Троянда зморшкувата) як продуктів із географічним зазначенням.
У 2023 році вийшли друком дві книги, написані у співавторстві з львівським істориком Ігорем Лильом — «Шляхетна кухня Галичини» (Видавництво Старого Лева) та «Kuchnia Lwowska» (Wydawnictwo Znak). Планується вихід «Львівської кухні» українською мовою.

## Вибрані видання
- [авторка] «Львівська кухня» (польською) Znak, Kraków, 2023
- [співавторка] «Шляхетна кухня Галичини». Видавництво Старого Лева, Львів, 2022
- [консультантка] «УКРАЇНА: Їжа та історія». Український інститут, Їжак, Київ, 2021.
- [консультантка] «Львівська кухня», Фоліо, Харків, 2-ed. 2019
- [авторка] «Кулінарний записник „Галицькі смаколики“». Видавництво Старого Лева, Львів, 2019
- [авторка наукового апарату] «1-ша українська загально-практична кухня». Фоліо, Харків, 2019
- [ілюстраторка, консультантка] Дарія Цвєк «У будні і свята». Видавництво Старого Лева, Львів, 2016